# Florence Jacquesson
Florence Jacquesson, née en 1962 à Fontainebleau, est sculpteur animalier, artiste-peintre, Prix Sandoz au Salon National des Artistes Animaliers.

## Portrait
Florence Jacquesson vit et travaille à Chatou (Yvelines).
Diplômée en 1980 des Arts appliqués Duperré de Paris, BTS de styliste de mode, elle exerce dix ans chez Anne Marie Beretta et Carven. Elle découvre la sculpture en 1992.
Une passion pour la sculpture animalière s'impose à elle, un travail soutenu et obstiné la place aujourd'hui parmi les animaliers les plus appréciés. Florence Jacquesson a reçu plusieurs récompenses comme la médaille d'or au Salon National des Artistes Animaliers (année, références ?) de Bry-sur-Marne ou encore la médaille de bronze au Salon des artistes français de Paris.
Une de ses sculptures, le « Bonobo pensif », acquis par la Fondation Jeanne Augier, est exposé dans le salon royal du Negresco à Nice. Florence Jacquesson a déjà réalisé une vente aux enchères à Saint-Barthélémy, chez François Plantation, dont les bénéfices avaient été reversés à l'Institut Jane Goodall. Plusieurs bronzes ont été vendus également aux enchères à Drouot en 2009.
En 2010 elle expose à l'hôtel Fouquet's avenue George-V une série de singes en bronze. Cette exposition sous le parrainage de l'Institut Jane Goodall fait réfléchir sur l'urgence de la sauvegarde de la biodiversité,.
Eté 2011, exposition personnelle au Musée François Pompon de Saulieu avec la présence de l'association KALAWEIT basée à Bornéo et Sumatra dont la mission et le combat ont pour but la protection des gibbons de des forêts tropicales.
Eté 2014, exposition collective au Musée des Beaux Arts de PAU sur le thème de l'art animalier.
Septembre 2015, fait partie de l'ensemble des artistes animaliers qui participent au SAB (Septembre Animalier Bruxelles).

## Récompenses
- 1999 - Salon d’art de Rambouillet, prix du Conseil général des Yvelines et prix du Conseil régional d’Île-de-France ;
- 2002 - 4e Biennale d’art animalier de Saint-Pierre-les-Nemours, prix du Conseil général de Seine-et-Marne ;
- 2004 - Salon National des Artistes Animaliers de Bry-sur-Marne, médaille d'or[1] ;
- 2004 - Salon Violet Paris, médaille de bronze de la ville de Paris
- 2005 - Salon d'art de Saint-Germain-en-Laye, 2e prix de sculpture ;
- 2005 - Salon des artistes français, médaille de bronze et prix de l'Amicale des artistes français ;
- 2012 - Salon des artistes français, médaille d'Argent ;
- 2014 - Salon National des Artistes Animaliers de Bry-sur-Marne, Prix Sandoz du Salon National des Artistes Animaliers ;